# José Delbo
José Delbo (Argentina, 9 de diciembre de 1933-Estados Unidos, 5 de febrero de 2024) fue un dibujante de cómics y artista visual argentino radicado en Estados Unidos, conocido por su trabajo en Mujer Maravilla para DC Comics y Los Transformers para Marvel Comics.

## Biografía
José Delbo se hizo dibujante de cómics profesional a la edad de dieciséis años, colaborando en la historieta argentina Poncho Negro. Debido a la inestabilidad política su país, se mudó a Brasil en 1963 y luego a Estados Unidos dos años después.
Sus primeros trabajos para el mercado estadounidense incluyeron a Billy the Kid para Charlton Comics. Dibujó muchos cómics relacionados con la televisión para Dell Comics y Gold Key Comics de Western Publishing, incluidos The Brady Bunch, Los héroes de Hogan, The Mod Squad, The Monkees y The Twilight Zone. Dell publicó en 1969 una biografía de cómic de Dwight D. Eisenhower dibujada por Delbo, poco después de la muerte del expresidente. Delbo nombró a The Monkees, El Llanero Solitario y una adaptación de la película Yellow Submarine como uno de sus proyectos favoritos.
Su primer trabajo para DC Comics apareció en El Espectro #10 (mayo – junio de 1969). Delbo se convirtió en el artista del título de Mujer Maravilla con el #222 (Feb. – marzo de 1976) y dibujó la serie hasta el #286 (diciembre de 1981). Tras la popularidad de la serie de televisión Wonder Woman (inicialmente ambientada durante la Segunda Guerra Mundial), Delbo y el escritor Martin Pasko trasladaron la serie de cómics a esta época. Unos meses después de que la serie de televisión cambiara su escenario a la década de 1970, Delbo y Jack C. Harris devolvieron el cómic a la línea de tiempo contemporánea. Poco después, el interés amoroso de toda la vida de Wonder Woman, Steve Trevor, fue asesinado, pero el escritor Gerry Conway y Delbo le devolvieron la vida al personaje en el #271 (septiembre de 1980). The Lumberjack, un personaje creado por Delbo y Conway en Wonder Woman #268 (junio de 1980) apareció en la serie de televisión Supergirl. Conway y Delbo presentaron una nueva versión del Cheetah en el #274 (diciembre de 1980).
El otro trabajo de Delbo para DC incluye Batman Family, tres historias para "Whatever Happened to...?" característica de respaldo en DC Comics Presents, la característica de Jimmy Olsen en The Superman Family y la característica de Batgirl en Detective Comics. Su último trabajo importante para DC fue una breve ejecución en la función de Superman/Batman en World's Finest Comics en 1985.
En 1986, Delbo comenzó a trabajar para Marvel Comics, donde dibujó ThunderCats, The Transformers, y NFL SuperPro. Cocreó Brute Force con Simon Furman en 1990.
Delbo enseñó en The Kubert School desde la década de 1990 hasta 2005. Después de mudarse a Florida, enseñó en un programa de "campamento de dibujos animados" para niños en edad escolar en Boca Ratón. Durante sus últimos años vivió en Palm Beach, Florida.

## Premios
Delbo recibió un premio Inkpot en la Convención Internacional de Cómics de San Diego en 2013.